# Amt Hardheim
Das (Ober-)Amt Hardheim war ein Amt des Hochstifts Würzburg.

## Funktion
In der Frühen Neuzeit waren Ämter eine Ebene zwischen den Gemeinden und der Landesherrschaft. Die Funktionen von Verwaltung und Rechtsprechung waren hier nicht getrennt. Dem Amt stand ein Amtmann vor, der von der Landesherrschaft eingesetzt wurde. Das Amt Hardheim wurde im 18. Jahrhundert als Oberamt bezeichnet. Dies war lediglich eine Bezeichnung; eine Überordnung über andere Ämter war damit nicht verbunden. Es war gleichzeitig Zentamt, also Hochgerichtsbezirk.

## Geschichte

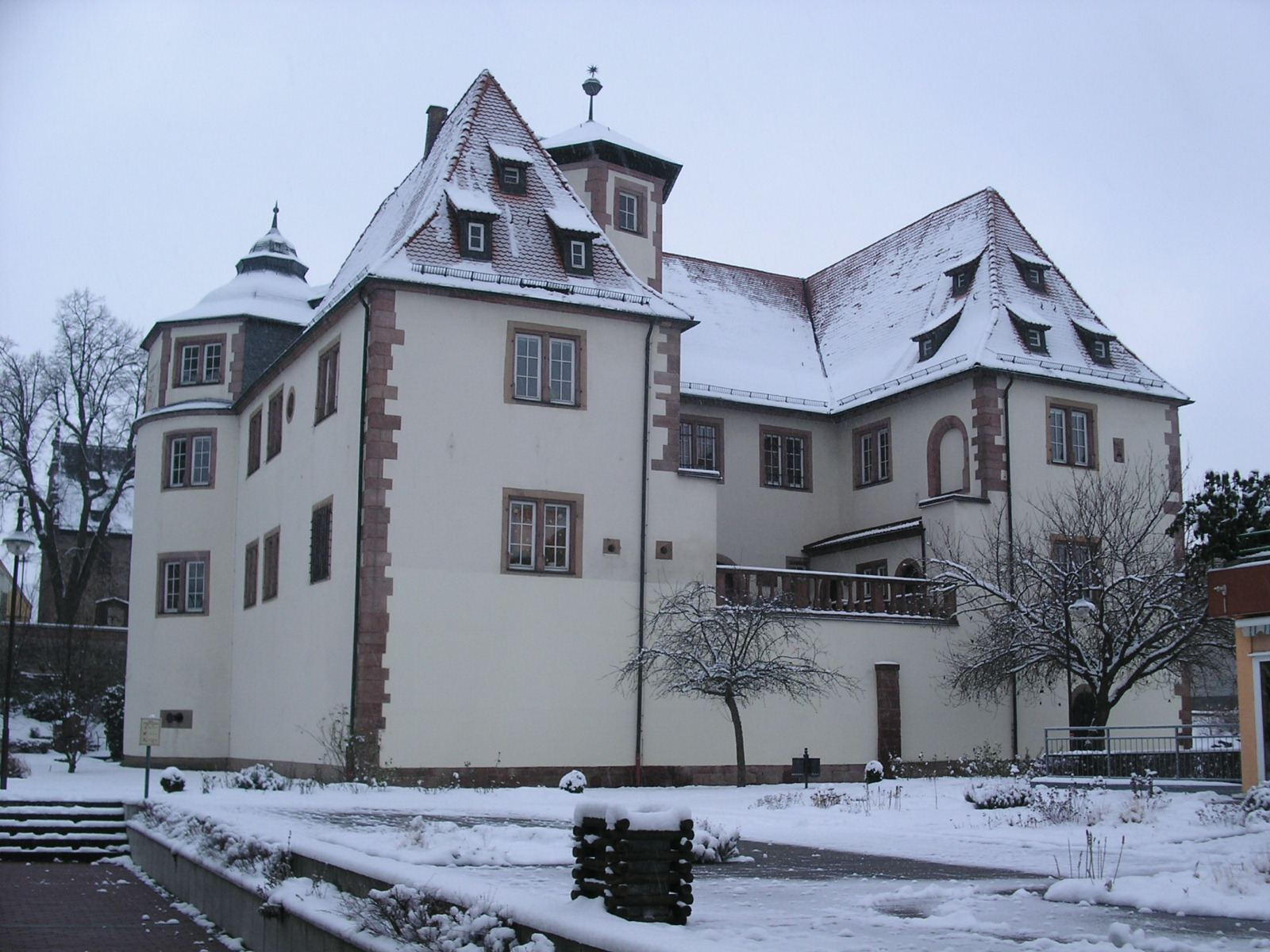
Hardheimer Schloss

Kern der Machtausübung im Gebiet war die Untere Burg Hardheim. Besitzer war das Adelsgeschlecht von Hardheim. 1447 verkaufte Konrad IV. von Hardheim Burg und Amt an das Hochstift. Ein anderer Zweig der von Hardheim hatte das Hardheimer Schloss erbaut. Nach dem Tod Wolf von Hardheims 1607 starb auch dieser Zweig der Familie aus. Nach jahrzehntelangen Erbstreitigkeiten geht das Schloss 1630 in den Besitz des Würzburgs über. 1656 bestätigte das Reichskammergericht den würzburgischen Besitz. Das Hardheimer Schloss diente dann auch als Amtshaus.
Die Statistik des Hochstiftes Würzburg von 1699 nennt 591 Untertanen in 7 Dörfern und 1 Hof. Als jährliche Einnahmen des Hochstiftes aus dem Amt wurden abgeführt: Schatzung: 106 Reichstaler, 5 Batzen, Akzise und Ungeld: 303 fl und Rauchpfund: 553 Pfund.
1803 kam das Amt Hardheim im Rahmen der Säkularisation zum Fürstentum Leiningen und dann 1806 zum Großherzogtum Baden.

## Umfang
Am Ende des HRR umfasste das Amt den Markt Hardheim und die Dörfer Bretzingen, Gerichtstetten, Höpfingen, Pülferingen, Rüdenthal, Steinfurt, Schweinberg und Waldstetten.

## Cent
Die Cent umfasste die Amtsorte außer Gerichtstetten (Centherr war hier das Kloster Amorbach) sowie folgende Höfe und Mühlen: Dechants- oder Wölfertsmühle, Lindenmühle, Steinmühle, Mittelmühle, Schlempershof, Birkenfelder Hof und Hochfelder Hof.